# Fernand Bergeron
Fernand Bergeron, né en 1942 à Montréal où il est mort le 30 septembre 1992, est un graveur québécois.

## Biographie

### 1942-1969
Fernand Bergeron est né en 1942 à Montréal. Il est l'enfant unique de Paul Bergeron et Mariette Girard. Après avoir obtenu un diplôme (Brevet A) de l’École normale Jacques-Cartier de Montréal en 1963, il étudie à l'École des beaux-arts de Montréal (ÉBAM) où il obtient un diplôme en 1968.
Parallèlement à ses études à l'ÉBAM (intégré, en 1969, au Département des arts plastiques de l'Université du Québec à Montréal), il procède, grâce à la presse à bras de cet établissement d'enseignement, au tirage de dix lithographies représentant des maisons ancestrales typiques de Charlevoix et, plus précisément, certaines situées dans l'arrière pays du village des Éboulements. Ces lithographies, y compris dix textes écrits en relief avec la fonte Caslon Oldstyle, composent son premier livre d’artiste intitulé Tour-l'Oignon et publié en 1969. Cette édition est limitée à quinze exemplaires signés, numérotés et tirés sur papier BFK Rives blanc.
Bergeron œuvre également à l'Atelier Libre 848 fondé, en 1966, par Pierre Ayot.
En 1969, il cofonde le groupe Média gravures et multiples qui crée, notamment, Pack-sack, une œuvre collective, subventionnée par le Conseil des Arts du Canada, qui fait l’objet d’une exposition itinérante au Canada (Montréal, Rouyn-Noranda, Sherbrooke, Stratford[Lequel ?], Toronto, Trois-Rivières et Winnipeg), en France (Paris) et en Suisse (Bâle et Lausanne).

### 1970-1974
En 1970, il quitte Montréal pour séjourner à Baie-Comeau afin d'enseigner le français au séminaire de Haute-Rive (aujourd'hui Cégep de Baie-Comeau) et y exercer ses activités artistiques.
En 1972, inspiré de son séjour sur la Côte-Nord, il revient à Montréal pour, notamment, publier deux livres d’artiste : Dans Cracrais : conte (1973) et Pour les nuits blanches de Nini de Saint-H la petite (1972). En ce qui concerne, plus particulièrement, cette dernière œuvre qui comprend neuf linogravures originales en couleur et huit textes, un critique souligne, notamment, ce qui suit : « On est frappé tout d'abord par la simplicité de la composition. On serait tenté de parler de naturel tant le ton paraît direct. L'objet principal jaillit sans équivoque. Le dépouillement volontairement recherché de l'ensemble et le découpage sans bavure servent bien les intentions de l'artiste: il cherche à surprendre et à éveiller la curiosité. Il y parvient à merveille mais, surtout, avec humour. […] Simplicité, pas simplisme. Car le détail vient surprendre à nouveau et piquer encore la curiosité. Il y a dans ces neuf gravures un souci de perfection et une délicate précision du détail bien-vu qui en font tout l'art et le charme» […] Voici des lieux simples et vrais, loin des stéréotypes pour touristes: la Côte-Nord vue par en dessous. Qu'on ne confondra pas avec les dessous de la Côte-Nord sous peine de rater complètement l'humour subtil de Fernand Bergeron. Il s'agit d'un pays vu de l'intérieur: le goût n'est pas le même. Dans cette ligne de pensée, on comparerait volontiers les gravures de Bergeron à des chansons ; celles d'un Gilles Vigneault ou, mieux encore, celles d'un Claude Gauthier. Ces gravures sont comme des chansons à voir ».

### 1975-1985
Après avoir publié un quatrième livre d'artiste, soit Hôtel-Motel Beauséjour : bar salon, piscine à l'eau salée, M. Bouchard, prop, Bergeron partage son temps entre l'Europe et l'Amérique pour, notamment, se perfectionner en lithographie auprès d'artistes tels que Jean-Charles Decker à l’Atelier Champfleury de Paris (1977) et Eugène Schenker du Centre de Gravure Contemporaine de Genève (1978). Il l'enseigne également en organisant des ateliers d'impression à, notamment, l'Atelier Alessandro Fersini à Savone (1979), la Galleria L'Angolare à Milan (1975), la Stamperia D’Arte la Spatola à Milan (1975), la Galerie Chabin à Paris (1980) et Graff, Centre de conception graphique Inc. à Montréal (1981). À cette époque, Bergeron commente son œuvre, notamment, comme suit : « J’ai donc très longtemps fait du paysage. La technique que j’utilisais, la linogravure, excluait cependant la représentation exacte ; elle ne permet que l’aplat, la gouge n’engage pas à la délicatesse du crayon ou du burin et le linoléum ne supporte pas le trait trop fin. Poussé par l’esprit de la technique, j’ai décidé de simplifier mes images le plus possible, en ne conservant que les éléments essentiels et en travaillant selon trois plans horizontaux. Il fallait aussi contourner et justifier ma maladresse en dessin et mon ignorance des lois de la perspective. Je faisais partie de ceux qui en ces années éprises de liberté avaient refusé les moyens qui la leur auraient assurée […]. Par la répétition d’un motif, j’aboutissais au saugrenu qui peut inquiéter ou faire sourire. Je préfère faire sourire et si j’aime aussi inquiéter un titre suffit pour ôter tout caractère angoissant à une image ».

### 1986-1992
Bergeron pratique le dessin comme principale activité artistique. Il occupe également un poste d'enseignant en français (langue seconde) dans un Centre d'Orientation et de Formation des Immigrants (COFI) à Montréal, et ce, pour le ministère québécois des Communautés culturelles et de l’Immigration. Bergeron s'éteint, en 1992, à Montréal des suites d'une courte maladie.

## Expositions
Les œuvres de Bergeron ont fait l’objet d’expositions solo et de groupe dont, ci-après, une liste non exhaustive.  

### Expositions solo
- 1969 : Bibliothèque et Archives nationales du Québec (BAnQ), Québec QC (Canada)
- 1973 : Galerie 1640, Montréal, QC (Canada)
- 1975 : Centre de gravure contemporaine, Genève (Suisse) et Gallery Pascal, Toronto, ON (Canada)
- 1976 : Galleria Angolare, Milan (Italie)
- 1978 : Galerie Graff, Montréal, QC (Canada)
- 1979 : Galerie Images Faceb, Ottawa, ON (Canada)
- 1983 : Galerie de Corsier, Genève (Suisse)
- 1984 : Galerie du Vieux Jacob, Sion (Suisse)
- 1989 : Galerie de la Grande Fontaine, Sion (Suisse)
- 1991 : Art Gallery of Greater Victoria / « Fernand Bergeron : The Tour L’Oignon Series »

### Expositions de groupe
- 1969 : Musée des beaux-arts de Montréal, Montréal, QC (Canada)
- 1971 : Fleet Gallery, Winnipeg, MA (Canada) et Gallery Pascal, Toronto, ON (Canada)
- 1972 : Foire internationale de la gravure, Bâle (Suisse) et Centre culturel canadien à Paris, Paris (France)
- 1974 : Galerie Dédale, Genève (Suisse) ; Organisation des Nations unies, Genève et Gallery Pascal, Toronto, ON (Canada) / « Hommage to Kathleen M. Fenwick »
- 1975 : Gallery Graphics, Ottawa, ON (Canada); Galerie 2016, Neufchâtel (Suisse) et Musée des beaux-arts de Winnipeg (Winnipeg Art Gallery), Winnipeg, MA (Canada)
- 1976 : Bienal Americana de Artes Graficas, Museo de Arte Moderno La Tertulia, Cali (Colombie).
- 1977 : Galleria La Nuova Sféra, Milan (Italie)
- 1978 : Musée d'art contemporain de Montréal, Montréal, QC (Canada) / « Tendances actuelles au Québec »[11]
- 1979 : Musée d'art contemporain de Montréal, Montréal, QC (Canada)
- 1981 : École des hautes études commerciales de Montréal (HEC Montréal), Montréal, QC (Canada)
- 1982 : Québec Printmakers in free workshops, New York NY (États-Unis); Centre d'arts Orford, Orford, QC (Canada) et Musée des beaux-arts de l’Ontario (Art Gallery of Ontario), Toronto, ON (Canada)
- 1983 : Université du Québec à Montréal, Montréal, QC (Canada)
- 1986 : Musée d'art contemporain de Montréal, Montréal, QC (Canada)
- 1987 : Conseil québécois de l’estampe (maintenant, Arprim, centre d'essai en art imprimé) Montréal, QC (Canada)
- 2018 : Bureau de la lieutenante-gouverneure de l’Ontario, Toronto, ON (Canada) / « Éveil I Awakening »[12]

## Collections
Les œuvres de Bergeron font l’objet de collections publiques et privées dont, ci-après, une liste non exhaustive.

### Collections publiques
- Banque d’art du Conseil des arts du Canada, Ottawa, ON (Canada)
- Bibliothèque et Archives nationales du Québec (BAnQ), Montréal QC (Canada)
- Bibliothèque municipale de Montréal, Montréal, QC (Canada)
- Musée d'art contemporain de Montréal, Montréal, QC (Canada)
- Musée d'art de Joliette, Joliette, QC (Canada)
- Musée des beaux-arts du Canada, Ottawa, ON (Canada)
- Musée des beaux-arts de Montréal, Montréal QC (Canada)
- Musée des beaux-arts de l’Ontario (Art Gallery of Ontario), Toronto, ON (Canada)
- Musée national des beaux-arts du Québec, Québec QC (Canada)[14]
- Museum London (Musée de London), London, ON (Canada)
- Université du Québec à Montréal (UQAM), Montréal QC (Canada)
- Université de Sherbrooke, Sherbrooke, QC (Canada)
- Université de Toronto, Toronto, ON (Canada)

### Collections privées
- Art Gallery of Greater Victoria, Victoria, BC (Canada)[15]
- Banque TD, Toronto, ON (Canada)
- Borden Ladner Gervais («BLG»), Montréal, QC (Canada)
- Cabinet d'arts graphiques de Genève, Genève (Suisse)
- Chambre de commerce et d’industrie du Centre-Abitibi, Amos, QC (Canada)
- Dow Chemical Company, Calgary AL (Canada)
- Jolicoeur Lacasse, Québec, QC (Canada)
- Loto-Québec, Montréal, QC (Canada)
- McCarthy Tétrault, Montréal, QC (Canada)
- Pétro Canada, Calgary, AL (Canada)
- Shell Canada, Montréal, QC (Canada)
- Téléglobe Canada, Montréal, QC (Canada)
- Union Gas, Chatham-Kent, ON (Canada)